# Prostituição em Hong Kong
Prostituição em Hong Kong é legal em si, mas a prostituição organizada é ilegal, pois existem leis proibindo manter um estabelecimento de prostituição, induzir ou aliciar outra pessoa à prostituição, viver da prostituição de terceiros ou a solicitação pública.
Os locais públicos mais visíveis para profissionais do sexo em Hong Kong, especialmente para turistas, são os salões de massagem e os chamados "clubes noturnos ao estilo japonês". No entanto, a maior parte da indústria do sexo comercial é composta por mulheres que trabalham em pequenos apartamentos de cômodo único, normalmente chamados de "bordéis de uma mulher só", equivalentes ao "Soho walk-up" no Reino Unido. Elas anunciam clientes pela Internet e em classificados locais. A maioria dos jornais de grande circulação publica esses classificados com guias de bordéis como encarte nos guias de corridas de cavalos. Caixas de neon amarelo eram usadas para anunciar serviços sexuais a tal ponto que "amarelo" (黃) tornou-se sinônimo de prostituição.

## História
Na tentativa de prevenir a disseminação de DSTs, as autoridades introduziram a "Ordem nº 12 de Hong Kong" em 1857. Essa exigia que todos os bordéis fossem registrados e que as profissionais se submetessem a exames de saúde regulares. Os censos populacionais de 1865 e 1866 registraram 81 e 134 "proprietários de bordéis chineses". O Relatório Anual do Cirurgião Colonial de 1874 informou que havia "123 bordéis chineses licenciados, contendo 1 358 prostitutas". De 1879 a 1932, a prostituição foi legal e regulamentada, e as profissionais eram obrigadas a obter licença, pagar impostos e fazer exames de saúde periódicos. A prostituição floresceu nos distritos de Sai Ying Pun, Wan Chai, Mong Kok e Yau Ma Tei. Em 1930, Hong Kong, com população de 840 000 habitantes, tinha 200 bordéis legais com mais de 7 000 prostitutas licenciadas. Mas em 1932 o Governo de Hong Kong proibiu a prostituição e, três anos depois, a prostituição licenciada foi extinta. Desde então, a prostituição é permitida dentro de limites estritos, proibindo atividades como solicitação em público e viver de "ganhos imorais" (atuar como cafetão). O setor também atraiu prostitutas de outros países, principalmente do Sudeste Asiático, e até da Europa e dos Estados Unidos.
Embora a prostituição organizada seja ilegal, a indústria sempre esteve sob influência de triades, que recrutavam mulheres em situação econômica desfavorável que, de outra forma, jamais entrariam voluntariamente na profissão. Até a década de 1980, a maioria dos estabelecimentos subterrâneos de sexo em Hong Kong era comandada por gangsters. Durante a década de 1990, porém, ocorreu uma grande transformação na forma de prostituição: houve o influxo de "garotas do norte" () da China continental que trabalhavam ilegalmente em Hong Kong com vistos de turista de curta duração; o número de profissionais locais também aumentou dramaticamente. Com isso, os gangsters deixaram de lucrar pela coerção, e seu poder de controle declinou.

### Primeiros bairros de luz vermelha
Lyndhurst Terrace e arredores foram o local de alguns dos primeiros bordels estabelecidos em Hong Kong, em meados do século XIX. O nome cantonês da rua, 擺花 (pai fa), significa literalmente "arranjo de flores", possivelmente devido à presença de diversas bancas vendendo flores para os clientes dos bordéis próximos. O nome de Lyndhurst Terrace aparece nesse contexto em Finnegans Wake de James Joyce, publicado em 1939. As prostitutas ocidentais concentravam-se ali, enquanto os bordéis chineses ficavam na área da Rua Tai Ping Shan perto de Po Hing Fong. Os bordéis mudaram-se gradualmente para a Possession Street e depois para Shek Tong Tsui em 1903.
De 1884 a 1887, muitos bordéis foram declarados não licenciados e fechados pelo Governo. Esses ficavam principalmente na Primeira Rua, Segunda Rua e Terceira Rua, além de Sheung Fung Lane, Ui On Lane e Rua Central.
No início dos anos 1900, a Spring Garden Lane e a Sam Pan Street (三板街) em Wan Chai tornaram-se um bairro de luz vermelha com prostitutas ocidentais e chinesas. Para chamar atenção, os bordéis exibiam grandes placas com números de rua, e a área ficou conhecida como "Bordéis de Grande Número".

### Prostitutas Tanka
Os Tanka, uma minoria étnica da costa do Sul da China, eram fonte de prostitutas para os marinheiros do Império Britânico. Em Hong Kong, eram considerados "párias" e classificados como de baixa classe.
As prostitutas comuns chinesas evitavam servir ocidentais, pois estes lhes pareciam estranhos, ao passo que as Tanka misturavam-se livremente com eles. As Tanka forneciam mantimentos aos europeus e também prostitutas. Homens europeus de baixa classe em Hong Kong formavam facilmente relacionamentos com essas prostitutas. A prática levou ao ódio dos chineses tanto pelo fato de fazerem sexo com ocidentais quanto pela percepção de inferioridade racial das Tanka.
As Tanka eram consideradas "de baixa classe", gananciosas, arrogantes e propensas a maltratar os clientes. Tinham fama de agredir ou zombar deles. Ainda assim, seus bordéis eram descritos como bem cuidados e limpos. Uma história fictícia do século XIX descrevia objetos ocidentais decorando os aposentos dessas prostitutas.
O estereótipo de que todas as mulheres Tanka eram prostitutas era tão difundido em Cantão que, na era republicana, o governo inflava o número de prostitutas nos registros incluindo todas as Tanka. As atividades de prostituição dessas mulheres eram vistas como parte do cotidiano de uma cidade comercial.
As Tanka eram ostracizadas pela comunidade cantonense e apelidadas de "meninas da água salgada" (咸水妹 ham shui mui), por servirem como prostitutas de estrangeiros em Hong Kong.
Muitas mantinham uma "creche" de meninas Tanka destinadas à exportação para comunidades chinesas no exterior, como na Austrália ou nos EUA, ou para servirem de concubinas.
Um relatório apresentado ao Parlamento britânico em 1882, intitulado "Correspondence respecting the alleged existence of Chinese slavery in Hong Kong", tratava da suposta escravidão em Hong Kong envolvendo muitas meninas Tanka forçadas à prostituição ou à condição de amantes.

### Prostitutas japonesas
As prostitutas japonesas chamadas Karayuki-san, muitas vindas de vilarejos pobres de Kyushu, começaram a chegar a Hong Kong em 1879 e constituíram a maioria dos residentes japoneses do território nas décadas de 1880 e 1890. Em 1901 havia 13 bordéis japoneses licenciados e 132 prostitutas, número que atingiu o pico de 172 em 1908. Inicialmente localizados em Central, mudaram-se depois para Wan Chai.

## Tipos e locais
- Prostitutas de rua: Podem ser vistas nas calçadas de Yau Ma Tei, Sham Shui Po, Tsuen Wan, Yuen Long e Tuen Mun. Geralmente sem envolvimento de cafetões ou gangsters, a profissional perambula em busca de clientes e, após o acordo, dirige-se a um hotel de passagem. Antes da Crise financeira asiática de 1998, ofereciam um "pacote fechado" de serviços; depois, o preço caiu pela metade.[39] Algumas aguardam nos lobbies de hotéis ou batem às portas dos quartos de hóspedes após informação do concierge. Em hospedagens mais populares, o concierge pode indagar se o cliente deseja companhia. As prostitutas americanas e europeias geralmente cobram mais e ficam na área comercial de Central.

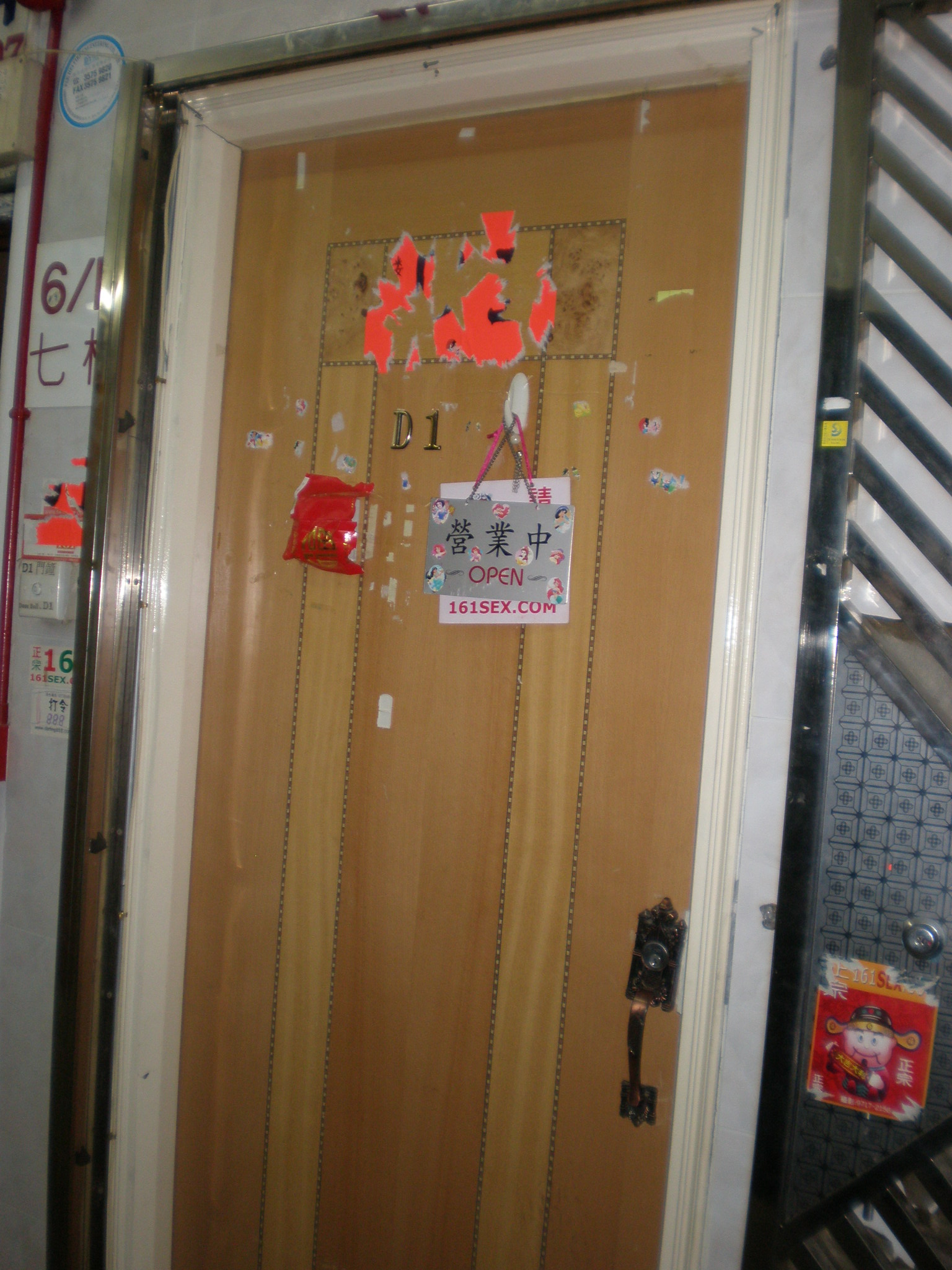
Um apartamento em Kowloon com um adesivo do site 161sex.com e uma placa "open"

- Bordel de uma mulher só: (一樓一鳳 jat1 lau4 jat1 fung2 Yīlóu-yīfèng): por lei, é ilegal que duas ou mais profissionais trabalhem no mesmo local.[40] Assim, a forma mais comum de prostituição legal em Hong Kong é o chamado "bordel de uma mulher só", em que uma única profissional recebe clientes em seu apartamento.[41] O alto custo nos centros antigos de atividade levou cidades nos Novos Territórios, como Yuen Long e Sheung Shui, a se tornarem polos desse comércio.[41] Apesar disso, a natureza da habitação em Hong Kong faz com que andares inteiros ou até blocos de apartamentos sejam subdivididos em várias unidades individuais para acomodar bordéis de uma mulher só.

- Saunas e salões de massagem: Aparentemente saunas comuns, mas com gestão que faz vista grossa a outros serviços das massagistas. Normalmente o "cardápio" fica pouco aquém da relação vaginal, oferecendo sexo manual ("hand-job"), estimulação das mamas ("milk-job" ou "Russian") e sexo oral ("BJ"), negociados previamente.

- Trabalhadoras de boate: O termo boate em Hong Kong passou a ser usado como eufemismo para clubes de anfitriãs. As anfitriãs recebem salário base e comissão pelas bebidas caras vendidas aos clientes; estes pagam à casa para levar a profissional para sua mesa, comprando seu "tempo", sendo o restante negociado entre cliente e anfitriã. Formato semelhante existe em karaokês com salas privadas. Estabelecimentos que funcionavam disfarçados de cybercafés foram fechados em 2004.

- Autônomas: Com o crescimento da Internet, surgiu prática semelhante a "compensated dating" ou "acompanhantes", com amadoras oferecendo serviços em fóruns e murais de mensagens.[42] Em 2009, a CNN reportou que assistentes sociais descobriram crescimento dessa prática entre adolescentes, cuja demanda dobrou em dois anos; especialistas legais afirmaram que se trata de forma de prostituição. As estudantes, muitas vezes adolescentes, vendem sexo para comprar bens de consumo, e a maioria não se considera prostituta.[43]

## Trabalhadoras migrantes do sexo

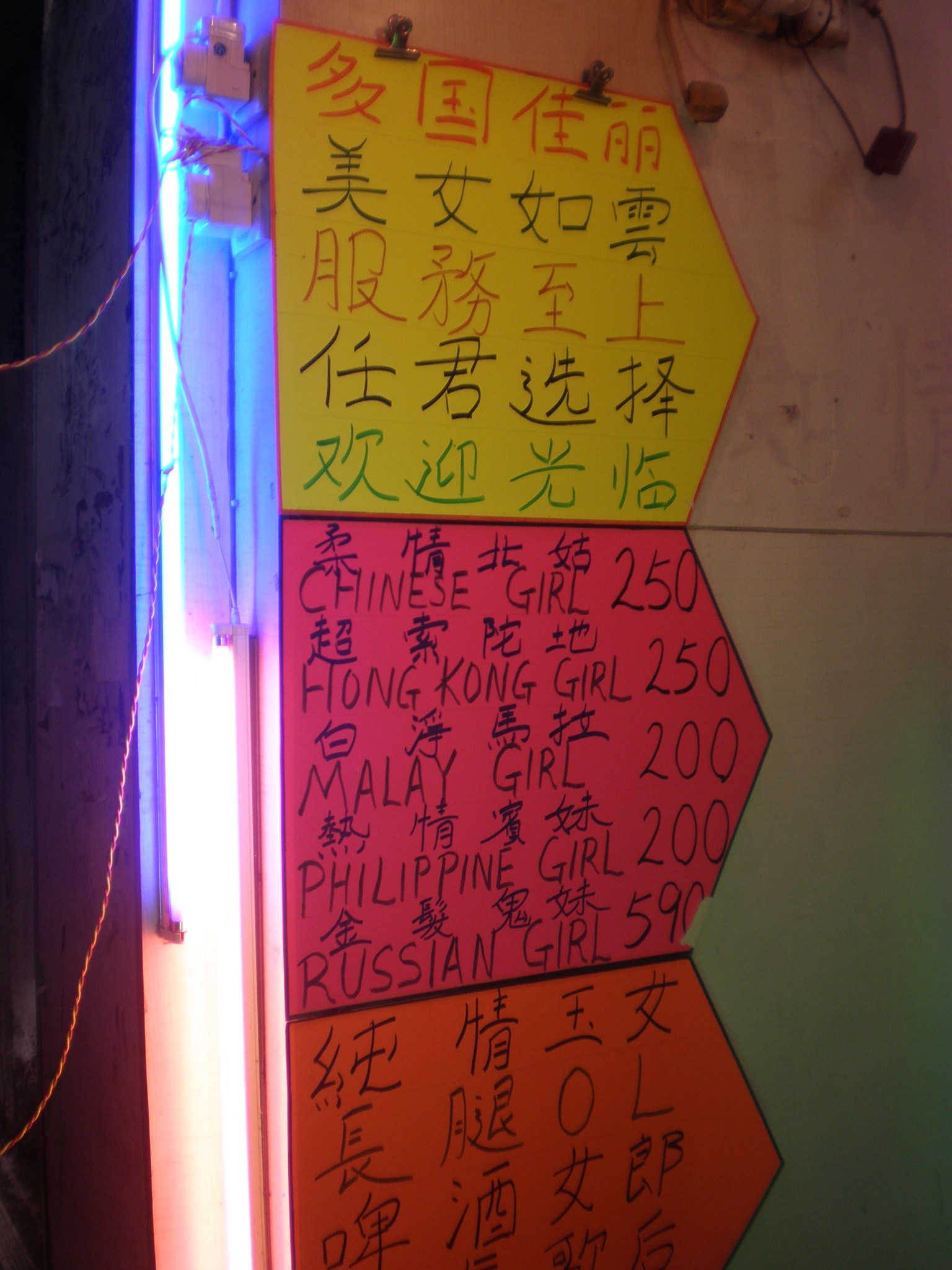
Uma placa escrita à mão anunciando preços para várias nacionalidades em frente a um bordel na Rua Soy, Kowloon.

### Tailândia e Filipinas
Essas profissionais são particularmente visíveis no distrito de Wan Chai, atendendo principalmente empresários e turistas ocidentais. Em sua maioria, são tailandesas (incluindo transexuais) e filipinas, muitas trabalhando de forma autônoma em bares e discotecas de Wan Chai.
Existem várias ONGs que atuam junto às trabalhadoras do sexo em Hong Kong, incluindo Ziteng e Aids Concern. A Ziteng combate a lei que proíbe bordéis com mais de uma profissional, pois impede que se unam para sua própria proteção.
Muitas chegam com visto de turista de curta duração e buscam lucrar ao máximo antes de voltar para casa, algumas retornando com frequência. Há também organizações "subterrâneas" (como restaurantes tailandeses e bares de acompanhantes) que garantem vistos de entretenimento para estrangeiras (geralmente tailandesas) e chinesas continentais, mas que, na prática, atuam em go-go bars em Wan Chai ou outros clubes de anfitriãs.

### Rússia e Leste Europeu
Profissionais da Europa Oriental e Rússia também têm vindo a Hong Kong. Contratos falsos, muitas vezes para serviços domésticos, facilitam o tráfico, e grande número de mulheres é traficado para prostituição.

### China continental
Apesar da visibilidade das tailandesas e filipinas, a maioria das migrantes vem da China continental. Com RMB 10 000–20 000, geralmente conseguem visto de três meses.[carece de fontes?] Regressos frequentes ou deportadas podem obter apenas vistos de sete dias. Devido à curta estadia e elevados custos (viagem, aluguel de apartamento, publicidade etc.), trabalham intensamente durante toda a semana. A necessidade de arrecadar rapidamente leva ao aumento de riscos. A chegada do Visto de Duas Vias e a flexibilização de restrições alimentam o fluxo de trabalhadoras, apesar de violar teoricamente os termos do visto.
Muitas anunciam seus serviços em sites com fotos, contatos e preços. As mais jovens e atraentes costumam atender em hotéis de três ou quatro estrelas; suas próprias moradias, geralmente próximas aos principais clusters de hotéis, são guiadas por seus grooms (馬伕).
As profissionais mais velhas e menos atraentes acabam trabalhando em bordéis de uma mulher só como "fênix" (鳳), termo derivado da similaridade da palavra para prostituta e "galinha" (雞). Os preços variam conforme a localização, sendo mais altos no corredor formado pela Nathan Road que nos Novos Territórios.

## Questões legais
A prostituição em Hong Kong é legal, mas sujeita a várias restrições, principalmente para mantê-la fora da vista do público. Essas restrições proíbem atividades como solicitação e publicidade de sexo, atuação como cafetão, exploração de bordéis e prostituição organizada. Por exemplo, segundo o Código Penal de Hong Kong Capítulo 200 Seção 147, qualquer pessoa que "solicitar para finalidade imoral" em local público pode ser condenada a até HK$10 000 e seis meses de prisão. Na prática, uma mulher na rua em áreas conhecidas pode ser presa mesmo por sorrir para um transeunte. A publicidade de serviços sexuais, por meio de placas, letreiros iluminados e cartazes, também é proibida, punível com um ano de prisão. Em caso-teste de 2005 envolvendo o site sex141.com, seus dois criadores foram condenados por "conspirar para viver da prostituição" decorrente dos anúncios; receberam multa de HK$100 000 e pena suspensa de oito meses. Time Out Hong Kong classificou-o como 36.º site mais popular em Hong Kong. Em novembro de 2011, o site ocupava a 47.ª posição em Hong Kong segundo Alexa. Foi encerrado pelas autoridades em dezembro de 2013, pois o grupo controlador estaria envolvido em atividades ilegais.
A prostituição organizada, entendida como "controlar outra pessoa com o propósito de prostituição", é crime punível com até 14 anos de prisão. As Seções 131 e 137, visando cafetões, preveem pena máxima de sete anos por "aliciar outra pessoa à prostituição" e "viver dos ganhos da prostituição alheia". Também é ilegal organizar encontros envolvendo mais de uma mulher; violadores podem receber multa de HK$20 000 e sete anos de prisão. Assim, se duas profissionais forem encontradas atendendo no mesmo apartamento, trata-se de bordel ilegal. Desse modo, o "bordel de uma mulher só" é a forma mais comum de prostituição legal. A legislação proíbe a prostituição de menores de 16 anos para relação vaginal, de menores de 21 anos para relação anal e de meninos menores de 21 para atos de grosseria indecente (嚴重猥褻).

### Estratégias para contornar a proibição de bordéis
Como bordéis são ilegais, mas a prostituição em privado é permitida, muitas profissionais atuam de forma independente em apartamentos subdivididos. Para cumprir a letra da lei, triades adquirem imóveis em prédios antigos, subdividem-nos em várias unidades e os alugam a preços muito acima do mercado. Elas anunciam serviços em sites ou publicações locais.
Outra tática é operar um karaokê e fornecer acompanhantes apenas como entretenimento; as profissionais levam clientes a hotéis de hora no mesmo edifício e pagam a diária separadamente. A prostituição informal em discotecas ou bares de hotéis é quase sempre disponível (principalmente de filipinas, indonésias, tailandesas e, às vezes, mulheres da América Latina e da ex-União Soviética), especialmente em Tsim Sha Tsui e Wan Chai. Ocasionalmente a polícia realiza batidas em esquemas de triades, mas geralmente só ocorrem prisões por violações de imigração.

## Tráfico sexual
Hong Kong é principalmente território de destino, trânsito e, em menor grau, origem de mulheres e crianças submetidas ao tráfico sexual. As vítimas incluem cidadãos da China continental, Indonésia, Filipinas, Tailândia e outros países do Sudeste Asiático, bem como de Sul da Ásia, África e América do Sul. Sindicatos criminosos ou conhecidos enganam mulheres das Filipinas, América do Sul e China continental com falsas promessas de emprego lucrativo e as forçam à prostituição para quitar dívidas de passagem. Traficantes também coagem psicologicamente vítimas ameaçando divulgar fotos ou gravações de seus encontros sexuais às famílias.
O Departamento de Estado dos Estados Unidos Office to Monitor and Combat Trafficking in Persons classifica Hong Kong como território na "Lista de Observação de Nível 2".

## Retratação na mídia=

### Filmes
- The World of Suzie Wong (1961)
- The Call Girls (應召名冊) (1977)
- Girls Without Tomorrow também chamado Call Girl 1988 (應召女郎一九八八) (1988)
- School on Fire (學校風雲) (1988), dirigido por Ringo Lam
- Hong Kong Gigolo (香港舞男) (1990), estrelado por Simon Yam
- Queen of Temple Street (廟街皇后) (1990), dirigido por Lawrence Ah Mon
- Girls Without Tomorrow 1992 (現代應召女郎, 92應召女郎) (1992), estrelado por Vivian Chow
- Call Girl '92 (92應召女郎) (1992)
- Call Girls '94 (94應召女郎) (1994)
- Durian Durian (榴槤飄飄, 榴槤飄香) (2000), dirigido por Fruit Chan
- Hollywood Hong-Kong (香港有個荷里活) (2001), dirigido por Fruit Chan
- Public Toilet (人民公廁) (2002), dirigido por Fruit Chan
- Golden Chicken (金雞) (2002), com Sandra Ng
- Golden Chicken 2 (金雞2) (2004), com Sandra Ng
- Whispers and Moans (性工作者十日談) (2007), sobre o livro homônimo, dirigido por Herman Yau, estrelando Athena Chu e Mandy Chiang
- True Women For Sale (性工作者2: 我不賣身．我賣子宮) (2008), dirigido por Herman Yau, com Prudence Liew e Race Wong
- Girl$ (囡囡) (2010), dirigido por Kenneth Bi

### Livros
Não ficção
- Whispers and Moans: Interviews with the men and women of Hong Kong's sex industry, de Yeeshan Yang (Blacksmith Books, 2006)

Ficção
- The World of Suzie Wong, de Richard Mason (1951)
- Suzie, (2010)